# Durrenentzen
Durrenentzen település Franciaországban, Haut-Rhin megyében. Lakosainak száma 1059 fő (2022. január 1.). Durrenentzen Artzenheim, Baltzenheim, Kunheim, Urschenheim, Muntzenheim és Jebsheim községekkel határos.

## Népesség
A település népességének változása:
| Lakosok száma | 912  | 886  | 888  | 907  | 936  | 964  | 1009 | 1048 | 1059 |
|               | 2013 | 2015 | 2016 | 2017 | 2018 | 2019 | 2020 | 2021 | 2022 |